# Partido Revolucionario Dominicano
Der Partido Revolucionario Dominicano (PRD) ist eine sozialdemokratische Partei in der Dominikanischen Republik und eine der wichtigsten politischen Gruppierungen des Landes. Die Partei wurde 1939 von Juan Bosch und Mitstreitern im Exil gegründet und stellte nach der Trujillo-Diktatur viermal den gewählten Präsidenten des Landes (Juan Bosch 1963, Antonio Guzmán 1978–1982, Salvador Jorge Blanco 1982–1986 und Hipólito Mejía 2000–2004). Sie war damit bis 2000 die meistgewählte Partei und die erste breit in den Massen abgestützte Organisation des Landes. Obwohl ihre offizielle Position in der üblichen Klassifikation als Mitte-links und sozialdemokratisch definiert ist und Protagonisten der Partei in der Sozialistischen Internationale vertreten sind (2010 sogar als deren Vizepräsident), vertritt sie auch gewisse von der Sozialdemokratie abweichende Postulate. Die Partei ist der Anführer einer als „Bloque de Esperanza“ bekannten Allianz.
Der PRD erlitt aufgrund interner Kämpfe ihrer Leader in seiner Geschichte zahlreiche Abspaltungen und verlor deshalb in den letzten Jahren an Bedeutung. Unter den Parteien, die aufgrund solcher Abspaltungen entstanden, waren oder sind die wichtigsten der Partido Revolucionario Dominicano Auténtico (PRDA) von Nicolás Silfa 1962, der Partido de la Liberación Dominicana (PLD) von Juan Bosch 1973, die Partei namens PRI (Partido Revolucionario Independiente) von Jacobo Majluta 1987, die Partei namens Partido Revolucionario Social Demócrata (PRSD) von Hatuey De Camps 2005 und die seit 2014 existierende Partei namens Partido Revolucionario Moderno (PRM) von Hipólito Mejía.
Wegen seiner wechselvollen Geschichte wird der PRD von seinen Gegnern häufig als „partido caótico“ bezeichnet. Die Farbe des PRD in den Wahlkampagnen ist Weiß.

## Gründung

### Gründung in Kuba, erste Auslandssektionen

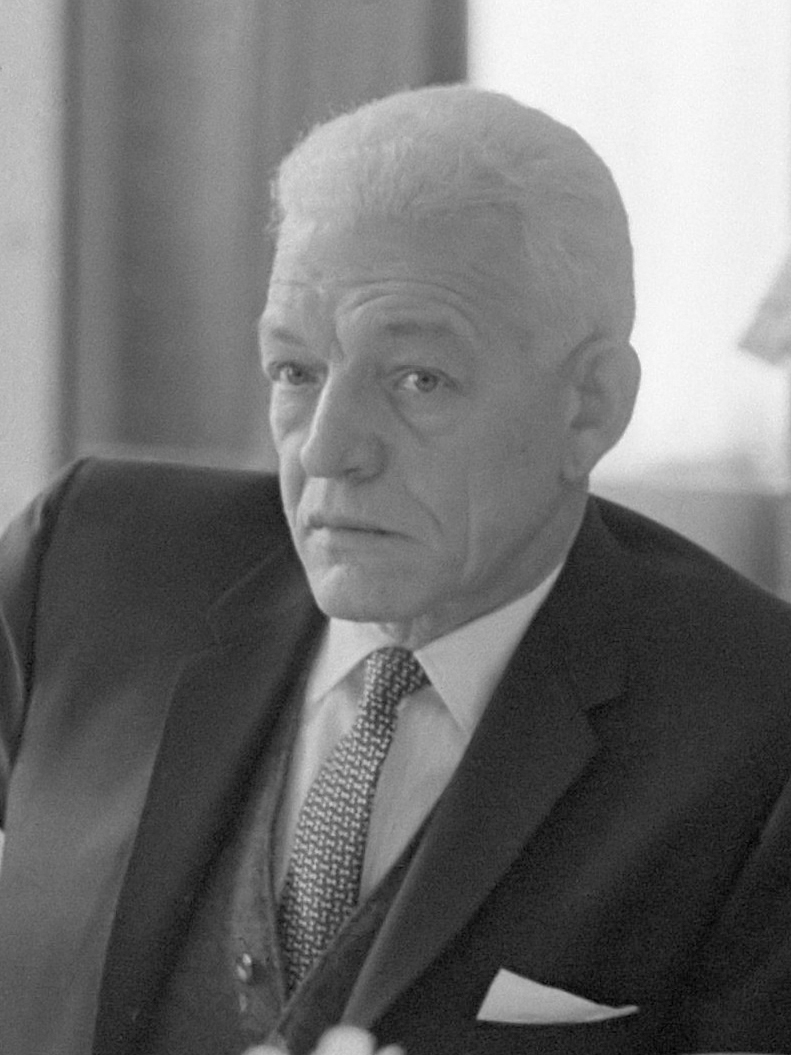
Juan Bosch (1963), Gründer des PRD

Am 21. Januar 1939 beschlossen die Exildominikaner Juan Isidro Jiménes Grullón, Virgilio und Rafael Mainardi Reyna, Enrique Cotubanamá Henríquez, Alexis Liz, José Manuel Calderón, Romano Pérez Cabral, Pipí Hernández, Lucas Pichardo, Pompeyo Alfau und Plinta Woss, angeführt von Juan Bosch, in Villa de El Cano in der Nähe von Havanna, Kuba, die Gründung einer Partei mit dem Ziel, die Trujillo-Diktatur zu stürzen und für eine demokratische Zukunft der Dominikanischen Republik zu kämpfen. Die patriotisch gesinnte Gruppe formulierte ein Manifest gegen die Trujillo-Diktatur und gab sich ein Parteiprogramm sowie erste Statuten.
Die erste Sektion wurde 1940 in New York in der Residenz und unter der Leitung von Juan „Juanito“ M. Díaz gegründet. Dafür reisten Jiménes Grullón und Cotubanamá Henríquez von Kuba nach New York. Man beschloss, die Partei Unión Revolucionaria Dominicana zu nennen.
Bis 1940 war Jiménes Grullón Generalsekretär der Partei, die anderen Parteiführer waren Manuel Alexis Liz, Enrique Cotubanamá Henríquez, Lucas Pichardo, Virgilio und Victor Mainardi Reyna sowie Romano Pérez Cabral. Exildominikaner sollten zusätzlich zu New York möglichst rasch Sektionen in Mexiko, Puerto Rico, Venezuela, Curaçao und Aruba gründen.
Die Partei übernahm 1940 den nationalen Progressismus der mexikanischen Revolution von 1910 und den „Aprismo“ des in Mexiko geborenen Víctor Raúl Haya de la Torre, 1924 Gründer der Alianza Popular Revolucionaria Americana (APRA) in Peru. Sie blieb zunächst im Exil tätig, wo sie gegen das Regime von Rafael Leonidas Trujillo kämpfte und Verschwörungen organisierte. Sie und andere Exilgruppen in verschiedenen Ländern unterstützten mehrere bewaffnete Expeditionen in die Dominikanische Republik, die jedoch meist scheiterten, sei es wegen der strikten Kontrolle, die der Diktator über das Land ausübte, wegen der Uneinigkeit der politischen Exilgruppen oder wegen der Spione, die Trujillo sich außerhalb des Landes hielt.

### Ankunft in der Dominikanischen Republik
Nach der Ermordung Trujillos am 30. Mai 1961 beschloss die Führung der Partei, ins Land zurückzukehren und den bewaffneten Kampf als Mittel zum Sturz des Regimes aufzugeben. Stattdessen sollte die Macht nun durch politische Aktionen erobert und die nationalen Probleme auf diese Weise gelöst werden.
Am 5. Juli 1961 kamen Ángel Miolán, Nicolás Silfa und Ramón A. Castillo im Auftrag der Partei und auf Einladung des trujillistischen, unter Druck von demokratischen Kräften stehenden Präsidenten Joaquín Balaguer in die Dominikanische Republik mit der politischen Mission, den PRD formell zu gründen und auf dem gesamten Gebiet der Republik zu organisieren. Am 7. Juli versammelten sich Hunderte von Menschen in Santo Domingo im Parque Colón gegenüber der neu eingeweihten Parteizentrale in der Calle Conde 13 zum ersten Treffen einer Oppositionspartei nach dem Tod von Trujillo. Es begann mit Reden der Comisión Política (Politisches Komitee) unter der Leitung von Miolán, Silfa und Castillo.
Nicolás Silfa gründete kurze Zeit später, 1962, noch bevor Bosch 1963 die Präsidentschaft gewann, den Partido Revolucionario Dominicano Auténtico (PRDA) und ging eine Allianz mit Joaquín Balaguer, dem Vertrauten und geistigen Erben Trujillos, ein. Er galt in den Reihen des PRD deshalb als Verräter. Silfa wurde später auch als mitverantwortlich dafür genannt, dass Balaguer bis 1978 an der Macht bleiben konnte.

## Organisation

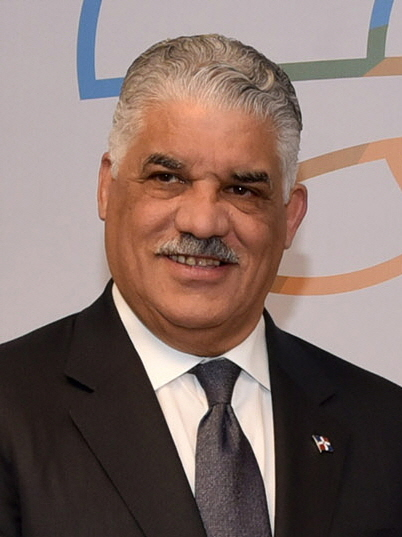
Miguel Vargas, Präsident des PRD (2019)

Präsident und Parteiführer ist Miguel Vargas Maldonado (seit 2008), Vizepräsident Aníbal Díaz Belliard, Generalsekretär Tony Peña Guaba und Parlamentssprecher Ruddy González (alle seit 2014). Die Partei wird von der Comisión Política geleitet, die außer dem Präsidenten, dem Vizepräsidenten und dem Generalsekretär mehr als 70 Mitglieder umfasst. Das Comité Ejecutivo Nacional (Nationales Exekutivkomitee) ist das höchste Organ der Partei. Es besteht aus mehr als 600 Mitgliedern und wählt aus seiner Mitte die Mitglieder der Comisión Política, soweit sie nicht von Amtes wegen Mitglied sind. Die Jugendorganisation des PRD ist die Juventud Revolucionaria Dominicana.

## Präsidentschaftswahlen

### 1962–1974
1962 kehrte auch Juan Bosch in die Dominikanische Republik zurück und kandidierte als Leader des PRD in der ersten freien Präsidentschaftswahl von Ende 1962. Er gewann die Wahl und übernahm das Amt am 27. Februar 1963 mit seinem Vizepräsidenten Segundo González. Seine Regierung wurde aber nach nur sieben Monaten durch einen von der CIA unterstützten Putsch gestürzt.
Danach gab es bis 1978 keine wirklich freien Wahlen mehr. Nach dem Dominikanischen Bürgerkrieg 1965 und der US-amerikanischen Besetzung regierte zunächst der von den USA eingesetzte Héctor García Godoy (1965–1966). Bosch kandidierte 1966 zwar wieder, unterlag aber dem von den USA protegierten Joaquín Balaguer, der 1963 den Partido Reformista (PR) gegründet hatte und 1966 bis 1978 regierte (bekannt als die „12 Jahre Balaguers“).
1970 nahm der PRD aus Protest gegen das politische Klima, das eine demokratische und offene Wahl nicht erlaube, nicht an der Präsidentschaftswahl teil. Gegen diesen Entscheid Boschs opponierte der Generalsekretär der Partei, José Francisco Peña Gómez, der fand, die Partei könne am besten auf dem demokratischen Weg stärker werden, und nicht, indem man sie in der Luft hängen lasse. Die danach intensiver werdenden Differenzen zwischen Peña Gómez und Bosch über die künftige Ausrichtung der Partei führten 1973 zum Austritt Boschs aus dem PRD. Bosch gründete den heute dominierenden Partido de la Liberación Dominicana, Peña Gómez wurde neuer unbestrittener Leader des PRD und ab 1986 dessen Präsident.
Nachdem Bosch den PRD verlassen hatte, formte Peña Gómez am 11. April 1974 den Acuerdo de Santiago, eine Allianz, welcher der Partido Revolucionario Social Cristiano (PRSC, nicht zu verwechseln mit dem Partido Reformista Social Cristiano, den Balaguer erst 1986 gründete), der Partido Quisqueyano Demócrata (PQD), der Movimiento de Integración Demócrata (MID) und der Movimiento Popular Dominicano (MPD) beitraten. Die Allianz nominierte Antonio Guzmán Fernández vom PRD als Präsidentschaftskandidaten und den pensionierten General Elías Wessin y Wessin, einen Exponenten des Putsches gegen Bosch 1962 und des Bürgerkriegs von 1965, vom PQD als Kandidaten für das Vizepräsidium.
Angesichts des zu erwartenden Sieges dieses Oppositionsbündnisses startete Balaguer eine aggressive politische Verfolgung der Führer und Anhänger des Acuerdo de Santiago, namentlich jener des PRD. Das Militär, das sich mit Balaguer identifizierte, trug zur Einschüchterung der „Peredistas“ einen roten Schal an der Spitze der Pistole. Schließlich zog das Bündnis seinen Kandidaten Guzmán Fernández und den Vizepräsidentschaftskandidaten Wessin y Wessin einen Tag vor der Wahl zurück.
Einen neuen „Herausforderer“, den Balaguer für die Legitimation des Wahlprozesses benötigte, fand er in Konteradmiral Homero Lajara Burgos, einem früheren Mitglied des PRD, der 1970 aus Enttäuschung über Juan Bosch und die Nichtteilnahme an der Präsidentschaftswahl 1970, in der er selbst kandidieren wollte, den Partido Demócrata Popular (PDP) gegründet hatte. Er präsentierte sich als Kandidat des PDP, des Movimiento Municipal del Pueblo, des Movimiento Voluntad Popular und der Unión Santiaguera y Independiente Bonaense.
Die Registrierung konnte aus Zeitgründen nicht mehr erfolgen, aber die Junta Central Electoral entschied, dass die Wahl trotzdem stattfinden solle. Sie wurde von der machthabenden Partei durchgeführt. Angeblich gewann Balaguer mit 942.000 gegen 170.033 Stimmen von Lajara Burgos.

### 1978 und 1982 mit Siegen des PRD
1978 nominierte der PRD Antonio Guzmán Fernández erneut als Präsidentschaftskandidaten, der diese dritte Wahl der modernen Dominikanischen Republik und die ersten freien seit 1962 auch tatsächlich gewann. Seine Regierung galt am Ende ihrer Amtszeit als eine der besten in der Geschichte der Republik. Guzmán führte wichtige Änderungen ein, um die Demokratisierung des Landes zu fördern. Er nahm sich 1982 kurz vor Ende seiner Amtszeit, wahrscheinlich wegen Korruptionsvorwürfen gegenüber Exponenten der Partei, das Leben und überließ das Amt damit seinem Vizepräsidenten Jacobo Majluta Azar, der vierter Präsident seit 1962 wurde, die parteiinterne Nomination für die folgende Präsidentschaftswahl aber gegen Salvador Jorge Blanco verlor.
1982 gewann der PRD mit Jorge Blanco die Präsidentschaftswahl dank der guten Resultate der Regierung Guzmán erneut und erreichte die absolute Mehrheit in beiden Kammern des Nationalen Kongresses. Jorge Blanco wurde damit der fünfte Präsident, der seit 1962 in freien demokratischen Wahlen erkoren wurde. Zum Vizepräsidenten wurde Manuel Fernández Mármol gewählt.

### 1986–1996
Nachdem Jorge Blancos Regierung das Land nach und nach Richtung Staatsbankrott geführt hatte, forderte Majluta 1986 erneut die Nominierung zum offiziellen Präsidentschaftskandidaten des PRD. Er gewann sie gegen Peña Gómez nach schweren Konflikten zwischen den beiden Lagern, unterlag aber in der Präsidentschaftswahl seinem Gegenkandidaten Joaquín Balaguer, dem großen alten Mann der dominikanischen Politik, der im gleichen Jahr den Partido Reformista Social Cristiano (PRSC) gegründet hatte und mit 80 Jahren nach 1960–1961 und 1966–1978 wiederum zum Präsidenten gewählt wurde. Der brutale parteiinterne Kampf hatte einen großen Teil der PRD-Anhänger ihrer Partei entfremdet, und viele bisher treue PRD-Wähler wählten ihren eigenen Kandidaten nicht.
1990 wurde Peña Gómez schließlich von seiner Partei als offizieller Präsidentschaftskandidat nominiert, wurde aber nur Dritter hinter Balaguer und Bosch, der nun für den Partido de la Liberación Dominicana (PLD) kandidiert hatte.
1994 kandidierte Peña Gómez erneut als Präsident. Er verlor gegen Balaguer äußerst knapp in einer von Unregelmäßigkeiten begleiteten Wahl. Nach internationalen Protesten wurde eine Untersuchung durchgeführt, deren Ergebnisse zu schweren Bedenken bezüglich der Rechtmäßigkeit der Wahl führten. Balaguer sah sich gezwungen, in einem zusammen mit Peña Gómez unterzeichneten „Pacto por la democracia“ einer Halbierung seiner Amtszeit und seinem Rücktritt bereits 1996, nach insgesamt sieben Amtszeiten, zuzustimmen.
In der Präsidentschaftswahl 1996, nach der auf zwei Jahre verkürzten Amtszeit Balaguers, verlor Peña Gómez im zweiten Wahlgang gegen Leonel Fernández vom PLD mit 48,74 zu 51,25 %. Peña Gómez hatte im ersten Wahlgang noch mit 41,05 zu 38,93 % geführt, verlor im zweiten aber, weil Leonel Fernández von Joaquín Balaguer, dem politischen Widersacher des Parteigründers Bosch während über 30 Jahren, der gemäß dem „Pacto por la democracia“ nicht zur Wiederwahl antreten durfte, in einer „Frente Patriótico“ genannten Vereinbarung unterstützt wurde.

### 2000 mit Sieg des PRD

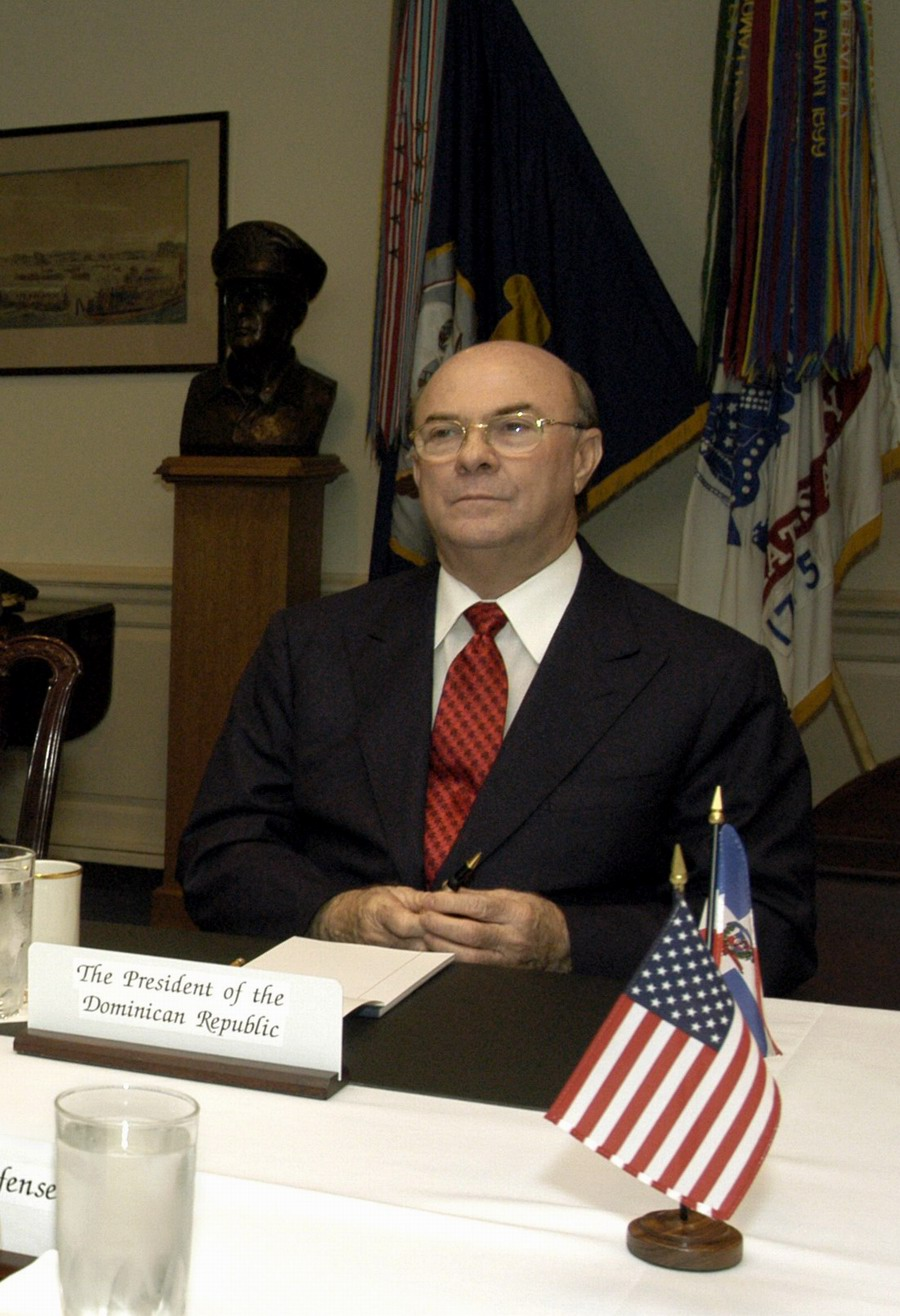
Hipólito Mejía (2003)

In der Präsidentschaftswahl 2000 konnte sich Leonel Fernández wegen des damals geltenden Verbots der unmittelbaren Wiederwahl nicht mehr zur Wahl stellen. Stattdessen kandidierte Danilo Medina für den PLD, gegen den sich der Nachfolger des 1998 verstorbenen Peña Gómez als Führer des PRD, Hipólito Mejía, durchsetzte. Mejía verpasste zwar im ersten Wahlgang mit 49,87 % die absolute Mehrheit knapp, die für die Wahl als Präsident nötig gewesen wäre. Da der drittplatzierte Balaguer dem PLD die Unterstützung für den zweiten Wahlgang verweigerte, die er 1996 noch gewährt hatte, verzichtete Medina aber auf den von ihm als aussichtslos beurteilten zweiten Wahlgang, nachdem er im ersten als Zweitplatzierter nur 24,94 % erreicht hatte. Die Senatorin des Distrito Nacional, Milagros Ortiz Bosch, eine Nichte Juan Boschs, wurde zur Vizepräsidentin und ersten Frau in diesem Amt gewählt. Der PRD gelangte damit nach 14 Jahren in der Opposition wieder an die Macht.

### 2004–2020
2004 verlor der PRD die Präsidentschaft wieder. Hipólito Mejía konnte zur Wiederwahl zwar antreten, weil der PRD angesichts der hohen Zustimmungsraten Mejías in seinen ersten beiden Amtsjahren 2002 erreicht hatte, dass das Verbot der unmittelbaren Wiederwahl des Präsidenten wieder aufgehoben wurde. Die Hoffnung auf eine Wiederwahl wurde aber durch die schwere Wirtschaftskrise in der zweiten Hälfte seiner Amtszeit und durch die Spaltung der Partei aufgrund des Streites über die Wiederwahlmöglichkeit des Präsidenten zunichtegemacht. Hatuey De Camps, der frühere Parteipräsident, der seine Anhänger aufgerufen hatte, „eher für den Teufel und dessen Bruder als für eine Wiederwahl Mejías zu wählen“, sagte, er bleibe bei seiner Ablehnung der Wiederwahlmöglichkeit, koste es ihn, was es wolle. Darauf wurden er und weitere Mitglieder aus der Partei ausgeschlossen. Hipólito Mejía gewann nur 33,65 % der Stimmen und verpasste eine zweite Amtszeit klar. Gewählt wurde Leonel Fernández vom PLD, der 57,11 % der Stimmen erhielt.
Für die Präsidentschaftswahl 2008 nominierte der PRD Miguel Vargas Maldonado als seinen offiziellen Kandidaten, nachdem dieser die parteiinterne Wahl gegen Milagros Ortiz Bosch klar gewonnen hatte. Leonel Fernández vom PLD konnte nach Ablauf seiner Amtszeit von 2004 bis 2008 erneut kandidieren, da die unmittelbare Wiederwahl des Präsidenten für eine weitere Amtszeit nun wieder möglich war. Er gewann die Wahl mit 53,83 % der Stimmen bereits im ersten Wahlgang, Vargas Maldonado erreichte 40,48 %.
Die Präsidentschaftswahl 2012 führte zu einer Wiederholung des Duells von 2000 zwischen Hipólito Mejía und Danilo Medina vom PLD mit umgekehrtem Ausgang: Danilo Medina gewann die absolute Mehrheit knapp bereits im ersten Wahlgang, womit die Stichwahl in einem zweiten Wahlgang entfiel, der von der Verfassung für den Fall vorgesehen ist, dass keiner der Kandidaten im ersten Wahlgang die absolute Mehrheit erreicht. Er erhielt 51,21 % der Stimmen, Mejía 46,95 %.
Vor der Präsidentschaftswahl 2016 kam es 2014 zu einer Spaltung des PRD nach einem zwei Jahre dauernden Streit um die Parteiführung zwischen dem Parteipräsidenten Miguel Vargas und Hipólito Mejía. Mejía gründete zusammen mit Luis Abinader den Partido Revolucionario Moderno (PRM), die Nomination des PRM gewann Abinader. Der PRD sah keine Möglichkeit mehr, mit Vargas erfolgreich zu kandidieren, und schloss sich der Wahlallianz des früheren Gegners PLD an. Dessen Kandidat, der amtierende Präsident Danilo Medina, gewann die Wahl sehr deutlich mit 61,74 % der Stimmen im ersten Wahlgang vor Abinader mit 34,98 %. Der PRD trug 5,86 % zum siegreichen Ergebnis bei.
In der Präsidentschaftswahl 2020 kandidierte der PRD nicht mit einem eigenen Kandidaten und schloss sich wie 2016 der Wahlallianz des PLD an. Dessen Kandidat, Gonzalo Castillo, erreichte nur den zweiten Platz, zu seinen 37,5 % Stimmenanteil trug der PRD 2,38 % bei. Gewählt wurde Luis Abinader vom PRM.

## Parlamentswahlen 1978–2020
Bei den Parlamentswahlen 1982, 1998 und 2002 erreichte der PRD die absolute Mehrheit in beiden Kammern:
| Wahlen | Stimmen | Abgeordnete | von total | Senatoren | von total |
| ------ | ------- | ----------- | --------- | --------- | --------- |
| 1978   | 52,70 % | 48          | 91        | 11        | 30        |
| 1982   | 51,70 % | 62          | 120       | 17        | 30        |
| 1986   | 33,50 % | 48          | 120       | 7         | 30        |
| 1990   | 32,30 % | 33          | 120       | 2         | 30        |
| 1994   | 47,50 % | 57          | 120       | 15        | 30        |
| 1998   | 51,30 % | 83          | 149       | 24        | 31        |
| 2002   | 41,01 % | 73          | 150       | 29        | 32        |
| 2006 1 | 31,03 % | 43          | 178       | 6         | 32        |
| 2010 2 | 38,40 % | 75          | 183       | 0         | 32        |
| 2016 3 | 5,86 %  | 17          | 190       | 0         | 32        |
| 2020 4 | 5,55 %  | 3           | 190       | 0         | 32        |